# Asplenium oligosorum
Asplenium oligosorum är en svartbräkenväxtart som beskrevs av John T. Mickel och Joseph M. Beitel.. 
Asplenium oligosorum ingår i släktet Asplenium och familjen Aspleniaceae. Inga underarter finns listade i Catalogue of Life.